# Az Aranybulla napja
Magyarországon az Aranybulla napja 2023-tól kezdődően április 24.
Az emléknap törvénybe iktatását első ízben 2022. szeptember 29-én, az Aranybulla kiadásának 800 éves jubileuma alkalmából rendezett parlamenti  emlékülésen jelezte előre Kövér László, az Országgyűlés elnöke. Az Aranybulla jelentőségét úgy méltatta, hogy – noha az eredeti példány a maga fizikai valójában vélhetően már soha nem lesz fellelhető – „az Aranybulla eszmei valóságát megtaláltuk: ott van a magyarok szabadságszeretetében, beépült nemzetünk alkotmányos önazonosságának DNS-szerkezetébe.” Az időszerűségét pedig Kövér szerint az adja, hogy „az Európai Unióban Magyarország a nemzeti ellentmondási jogának tiszteletben tartásáért harcol a saját létérdekeit fenyegető brüsszeli tervekkel szemben”. Egyben bejelentette, hogy az Országgyűlés törvényt fog alkotni az Aranybulla emlékezetéről, és ez a törvény április 24-ében fogja meghatározni az Aranybulla napját.